# Ingo Walther (Fußballspieler, 1947)
Ingo Walther (* 3. Juli 1947) war Fußballspieler in Eberswalde und Ost-Berlin. Für den 1. FC Union Berlin spielte er zeitweilig in der DDR-Oberliga, der höchsten ostdeutschen Spielklasse.

## Laufbahn als Fußballspieler
Bevor Ingo Walther zum Oberligisten 1. FC Union Berlin kam, spielte er für die Betriebssportgemeinschaft (BSG) Motor Eberswalde in der drittklassigen Bezirksliga Frankfurt. Vor seinem Wechsel wurde er mit der BSG Motor 1970 Bezirksmeister, in der Aufstiegsrunde zur DDR-Liga scheiterte die Mannschaft jedoch. Zur Saison 1970/71 wurde Walther zum 1. FC Union delegiert.
Der DDR-Hauptstadt-Klub setzte Walther zunächst in der in der Bezirksliga Berlin spielenden 2. Mannschaft ein. Erst am 19. Spieltag der Saison 1970/71 kam Walther zu seinem ersten Einsatz in der Oberligamannschaft. Im Spiel Union Berlin – Dynamo Dresden (2:1) am 18. April 1971 wurde er in der 73. Minute eingewechselt. Bis zum Saisonende spielte er insgesamt fünfmal in der Oberliga, in drei Spielen stand er als Abwehrspieler in der Anfangself. Auch in der Saison 1971/72 spielte Walther vorwiegend in der 2. Mannschaft, in der Oberliga wurde er nur in vier Spielen aufgeboten. Zweimal stand er von Beginn an in der Oberligamannschaft, nur am 7. Spieltag spielte er in der Abwehr über die volle Distanz. In seinem neunten und letztem Spiel für Union beim 1:0-Auswärtssieg bei Hansa Rostock am 18. März 1972 wurde Walther in der 76. Minute eingewechselt.
Zur Saison 1972/73 kehrte Walther zur BSG Motor Eberswalde zurück, die gerade in die DDR-Liga aufgestiegen war. Dort spielte er bis Ende 1973, um zur Rückrunde der Spielzeit 1973/74 zur Ost-Berliner DDR-Ligisten EAB Lichtenberg 47 zu wechseln. 1974/75 trat der 27-jährige Walther für den DDR-Liga-Aufsteiger BSG Narva Berlin an, danach tauchte er nicht mehr im höherklassigen DDR-Fußball auf.